# Персеј (сазвежђе)
Персеј је сазвежђе северног неба названо по грчом митском јунаку Персеју. Заједно са оближњим сазвежђима Цефејем, Касиопејом, Андромедом и Пегазом представља приказ мита о ослобађању Андромеде и стварању Персеидске династије. Једно је од 48 Птолемејевих сазвежђа, а Међународна астрономска унија га је уврстила у листу 88 модерних сазвежђа. Налази се у близини неколико других сазвежђа названих по древним грчким легендама које окружују Персеја, укључујући Андромеду на западу и Касиопеју на северу. Персеј се такође граничи са Овном и Биком на југу, Ауригом на истоку, Камелопардалисом на северу и Троуглом на западу. Неки звездани атласи током раног 19. века такође су приказивали Персеја како држи бестелесну главу Медузе, чији је астеризам назван заједно као Perseus et Caput Medusae; међутим, ово никада није ушло у популарну употребу.

## Значајне звезде
Најсјајнија звезда Персеја је Мирфак (α Персеја) магнитуде 1,79, а β Персеја – Алгол – је еклипсна променљива звезда, чија је магнитуда скоро константно 2,1, али на свака 2 дана, 20 сати и 49 минута се смањи на 3,4.

## Представљање
Персеј је у сазвежђу најчешће замишљан тако да држи одсечену главу Медузе. Алгол се налази на месту ока Медузе и сам назив ове звезде на арапском значи глава демона. Најчешће су звезде у овом сазвежђу повезане тако да формирају обрнуто слово У, али је Ханс Аугусто Реј, немачки илустратор, у својој књизи Звезде: Нови начин да их видите дао предлог спајања звезда који више одговара традиционалној представи Персеја као ратника.

## Месјеови објекти
Од Месјеових објеката, у сазвежђу Персеј се налазе расејано звездано јато М34 (NGC 1039) и планетарна маглина М76 (NGC 650).

## Метеорски ројеви
Од метеорских ројева, у сазвежђу Персеја се налазе радијанти два роја: Персеида и септембарских ε-Персеида.
Због бројности (ЗХР око 100) и због тога што су активни лети (од 17. јула до 24. августа) Персеиди представљају један од најпопуларнијих метеорских ројева за посматраче.
Септембарски ε-Персеиди су много слабији рој (ЗХР до 5) осим кратког пљуска сјајних метеора који се догодио 9. септембра 2008. године.

## Историја и митологија
У грчкој митологији, Персеј је био син Данаје, кога је краљ Полидект послао да донесе главу Медузе Горгоне — чије је лик чинио да се сви који би је погледали претвори у камен. Персеј је у сну убио Медузу, а из њеног тела су се појавили Пегаз и Хрисаор. Персеј је наставио у царство Кефеја чија је ћерка Андромеда била жртвована морском чудовишту Кету.
Персеј је спасао Андромеду од чудовишта убивши је својим мачем. Он је претворио је Полидекта и његове следбенике у камен Медузином главом и поставио Диктиса за краља рибара. Персеј и Андромеда су се венчали и добили шесторо деце. На небу Персеј лежи у близини сазвежђа Андромеде, Кефеја, Касиопеје (Андромедине мајке), Кита и Пегаза.
У новоасиријској Вавилонији (911–605. п. н. е.), сазвежђе Персеја било је познато као сазвежђе Старца (SU.GI), које је тада повезано са Истоком у MUL.APIN, астрономском тексту из 7. века.

### У незападној астрономији
Четири кинеска сазвежђа налазе се у области неба идентификованом са Персејем на Западу. Тијанчуан (天船), небески чамац, био је трећи паранателон (звезда или сазвежђе које излази у исто време када и друга звезда или објекат) треће куће Белог тигра Запада, представљајући чамце који су Кинезе подстицали да граде у случају катастрофалне сезоне поплава. Укључујући звезде из северног дела сазвежђа, садржао је Му, Делта, Пси, Алфа, Гама и Ета Персеј. Јишуи (積水), Набујале воде, био је четврти паранателон поменуте куће, представљајући потенцијал необично великих поплава крајем августа и почетком септембра на почетку сезоне поплава. Ламбда и вероватно Му Персеј су лежали у њему. Далинг (大陵), Велики ров, био је пети паранателон те куће, представљајући ровове у којима су покопани злочинци масовно погубљени у августу. Формирали су га Капа, Омега, Ро, 24, 17 и 15 Персеј. Гомилу лешева пре њиховог сахрањивања представљао је Ђиши (積屍, Пи Персеј), шести паранателон куће. Двоструко јато, х и Чи Персеј, имало је посебан значај у кинеској астрономији.
У Полинезији, Персеј није био уобичајено признат као засебно сазвежђе; једини људи који су му дали име били су они са Друштвених острва, који су га назвали Faa-iti, што значи "Мала долина". Алгол је можда добио име Matohi од стране Маори народа, али докази за ову идентификацију су спорни. Матохи („Сплит“) је повремено долазио у сукоб са Тангароа-вакапауом око тога ко од њих треба да се појави на небу, што је утицало на плиму и осеку. Поклапа се са маорским описом плаво-беле звезде у близини Алдебарана, али не нестаје како би мит указивао.